# ベルンハルト・ランダウアー

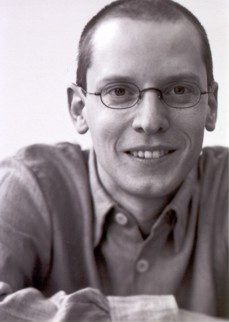
ベルンハルト・ランダウアー

ベルンハルト・ランダウアー（Bernhard Landauer, 1970年7月20日 - ）は、オーストリア共和国チロル州インスブルック市出身のカウンターテナー（声楽家、男声アルト）である。 
インスブルック市にはヴィルテン修道院に属し、オーストリアで最も長い伝統と歴史を持つ少年合唱団の一つであるヴィルテン少年合唱団があるが、少年時代のベルンハルト・ランダウアーはこの合唱団に所属し、数々のコンサートや音楽劇でボーイソプラノのソロ・パートを歌って舞台経験を積んだ。その後、ウィーンの国立音楽大学で声楽を専攻し、ヘレネ・カルッソ（Helene Karusso）とクルト・エクヴィルツ（Kurt Equiluz）に師事した。さらにまた、ドイツ、フランクフルトでカール＝ハインツ・ヤリウス（Karl-Heinz Jarius）の教えを受けた。
古楽を歌うことはもちろんであるが、カウンターテナーのレパートリーには珍しい文学もの（歌曲やオペラ）を研究し、歌唱表現するということにも熱意を持って取り組んでいる。これまでに歌ってきたこの種類のレパートリーには、シューベルトの歌曲集『冬の旅』や、リヒャルト・シュトラウスの歌曲集『商人の鑑（かがみ）』、ムソルグスキーのオペラ『ボリス・ゴドゥノフ』（フョードル役）、また、ベンジャミン・ブリテンのオペラ『夏の夜の夢』（オベロン役）などがある。アルフレート・シュニトケ作品の初演など、現代音楽もその活動において常に重要な部分を占めている。 
ランダウアーはヨーロッパ中のコンサートハウスや歌劇場で歌い、数々の著名なオーケストラや、トーマス・ヘンゲルブロック、ルネ・ヤーコプス、ロバート・キング、トン・コープマンといった音楽家たちと共演してきた。60枚以上のCD録音がある。
1998年、ヘルムート・ヴィンシャーマン指揮ドイツ・バッハ・ゾリステンによるバッハ『ミサ曲ロ短調』のツアーにソリストとして参加、初来日。仙台、盛岡、東京、岡山で公演を行う。
ランダウアーは2000年よりオーストリアのザルツブルク市を居住地とし、ヨーロッパ中で活動を続けている。 